# شهرداری قوارلی

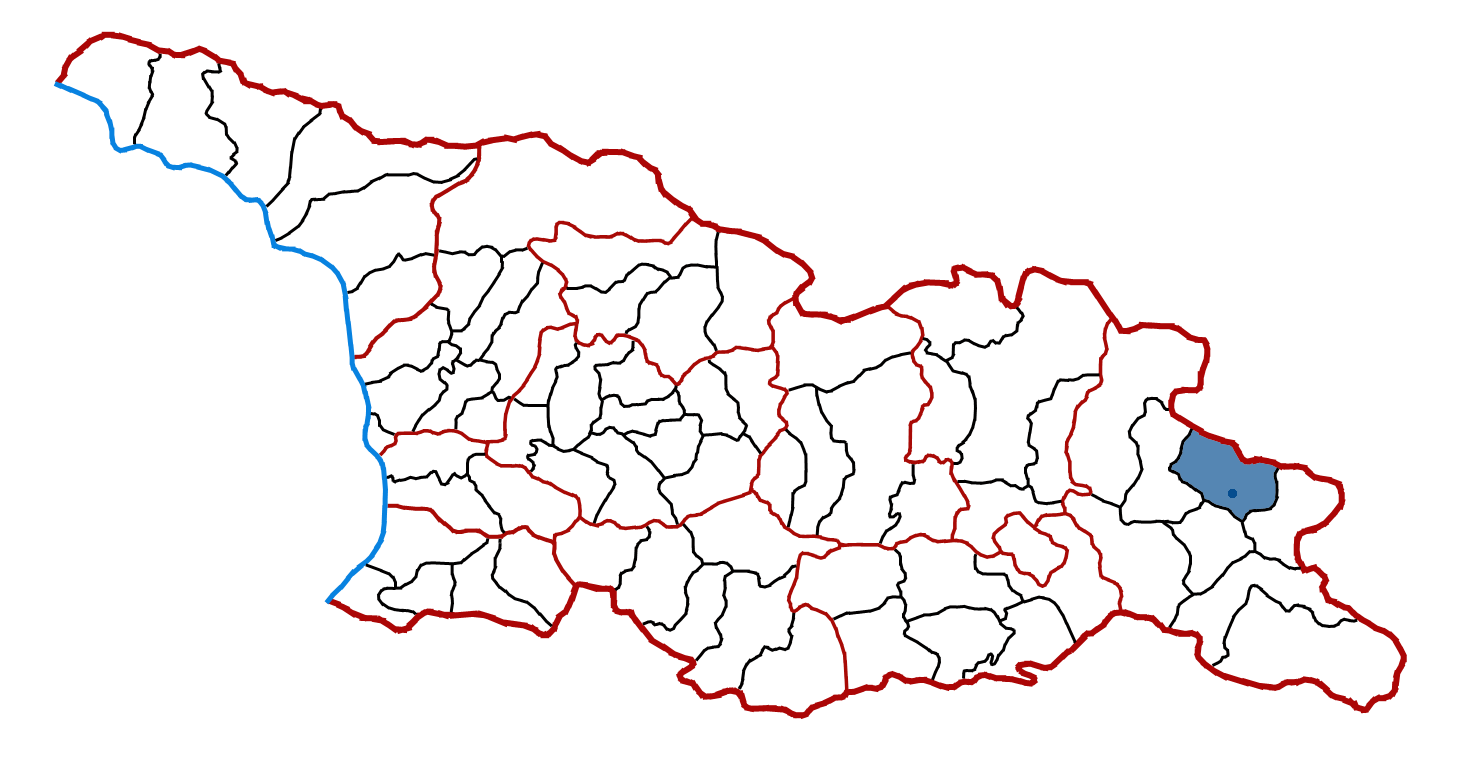
شهرداری قوارلی

قوارلی (گرجی: ყვარლის მუნიციპალიტეტი) یکی از شهرداری‌های گرجستان  در استان کاختی است. مرکز اداری آن قوارلی است. این شهرداری در سال ۲۰۱۴ میلادی ۲۹۸۲۷ نفر جمعیت داشته است.